# Comuna de Masłów
Masłów (polaco: Gmina Masłów) é uma gminy (comuna) na Polónia, na voivodia de Santa Cruz e no condado de Kielecki. A sede do condado é a cidade de 1999.
De acordo com os censos de 2006, a comuna tem 9595 habitantes, com uma densidade 109,4 hab/km².

## Área
Estende-se por uma área de 86,27 km², incluindo:
- área agricola: 52%
- área florestal: 37%

## Demografia
Dados de 30 de Junho 2004:
|                      | Total   | Total | Mulheres | Mulheres | Homens  | Homens |
| -------------------- | ------- | ----- | -------- | -------- | ------- | ------ |
|                      | pessoas | %     | pessoas  | %        | pessoas | %      |
| População            | 9442    | 100   | 4672     | 49,5     | 4770    | 50,5   |
| Densidade (pop./km²) | 109,4   | 100   | 54,2     | 54,2     | 55,3    | 55,3   |

De acordo com dados de 2005, o rendimento médio per capita ascendia a 1727,77 zł.

## Comunas vizinhas
- Bodzentyn, Górno, Kielce, Łączna, Miedziana Góra, Zagnańsk